# Кинесбергер, Петер
Петер Кинесбергер (нем. Peter Kienesberger, 1 декабря 1942, Вельс, Верхняя Австрия — 14 июля 2015, Эберманштадт, Форххайм) — австрийский журналист, проживавший в Германии.

## Биография
Учился в Инсбруке. Состоял в Брессанонском студенческом братстве, в молодости вступил в Комитет освобождения Южного Тироля. В возрасте 19 лет с Георгом Клотцем участвовал в подрыве плотины в Сарентино, также был задействован в нападениях на карабинеров.
29 июня 1966 он выступил вместе с Норбертом Бургером в передаче «Monitor» на немецком телевидении, что вызвало обострение в отношениях между ФРГ и Италией. Считается одним из сооснователей австрийской Национал-демократической партии.
Вскоре Кинесбергер был арестован по обвинению в серии нападений, хотя детали его обвинения до сих пор остаются непонятными. В 1967 году суд Флоренции признал его виновным и путём тайного голосования приговорил его к нескольким пожизненным срокам лишения свободы, однако суд Австрии, рассматривая дело, оправдал Петера по всем статьям. С целью защиты от дальнейшего преследования он выбрался в Германию, где в 1970 году получил экономическое образование и стал проживать в Нюрнберге. Работал с того момента журналистом и издателем.
Кинесбергер стал издателем журнала «Buchdienst Südtirol», который был запрещён в Баварии как экстремистский. В настоящий момент он владеет 2 % акций журнала Junge Freiheit, фактически являясь его соредактором.